# Up a Tree (film 1910)
Up a Tree è un cortometraggio muto del 1910 diretto da Frank Powell. Prodotto e distribuito dalla Biograph, il film di genere comico aveva come interpreti Billy Quirk, Florence Barker, Francis J. Grandon, Mack Sennett, Anthony O'Sullivan, Charles Craig, Frank Opperman.

## Trama
Jake, un giovane zoticone, usa una scala per giocare degli scherzi ai paesani. Fa salire con una scusa le sue vittime, una alla volta, su un albero per poi piantarle in asso lì sopra, togliendo loro la scala da cui dovrebbero scendere. Quando le vittime di quello scherzo riescono a tornare a terra, si coalizzano contro Jake rendendogli pan per focaccia.

## Produzione
Il film fu prodotto dalla Biograph Company. Fu girato a Glendale, in California.

## Distribuzione
Distribuito dalla Biograph Company, il film - un cortometraggio in una bobina - uscì nelle sale cinematografiche statunitensi il 28 aprile 1910. Il copyright del film, richiesto dalla casa di produzione, fu registrato il 30 aprile con il numero J141018.